# Zeitgeist: Moving Forward
Zeitgeist: Moving Forward è un web film non profit del 2011 diretto, prodotto e distribuito da Peter Joseph. È il terzo capitolo di Zeitgeist: The Movie e segue cronologicamente a Zeitgeist: Addendum.

## Storia
Il film è stato pubblicato indipendentemente in modo contemporaneo il 15 gennaio 2011 in 60 nazioni e 30 lingue, con 340 proiezioni in tutto il mondo. È stato definito uno degli eventi indipendenti più grandi della storia del cinema. Il film è stato pubblicato gratuitamente su internet dal 26 gennaio 2011 e ha ricevuto 300 000 visualizzazioni nelle prime 24 ore e oltre 1,4 milioni di visualizzazioni nei cinque giorni successivi. Il 1º febbraio 2011 è stato pubblicato un file torrent per il download gratuito attraverso il network VODO, permettendo la donazione per finanziare i film successivi.

## Trama
Zeitgeist: Moving Forward identifica alcuni problemi della società, e propone un modo per vivere in equilibrio con l'ambiente, senza inquinare né distruggere le risorse naturali. Nel film vengono intervistati esperti in tutti i settori, come Dr. John McMurtry, filosofo della University of Guelph in Ontario, Dr. James Gilligan, Clinical Professor of Psychiatry alla School of Medicine di New York, Richard Wilkinson, Professor Emeritus della University of Nottingham. Il film è diviso in quattro parti, ognuna delle quali è composta da interviste ad esperti, narrazioni e sequenze animate.

### Parte I: La natura umana
Il film inizia con una breve animazione narrata da Jacque Fresco; Questo è ciò che narra Peter Joseph, assieme alle testimonianze di altri importanti personaggi nei settori di cui il film tratta, in tutte le parti del suo documentario:
(Peter Joseph)

### Parte II: Patologia sociale
Il secondo capitolo del film inizia con la giustificazione filosofica della proprietà privata da parte dei filosofo John Locke nei suoi trattati sul governo e successivamente dell'invenzione del mercato da parte di Adam Smith e della sua tesi sull'armonia "naturale" degli interessi individuali e sulla mano invisibile che regola la domanda e l'offerta. L'intera invenzione dell'economia e del mercato viene giustificata da procedimenti metafisici che portano ad arrivare alla sua giustificazione ultima in Dio da parte dei due filosofi. Concluse le premesse filosofiche, verranno trattati esempi nel sociale; peggiore è lo stato finanziario delle persone e peggiore sarà in media la loro salute.
Questo fenomeno è radicato in ciò che si può definire "Stress psicosociale" e sta alla base della più grande distorsione sociale che affligge la nostra società. La causa è da ricercare nel mercato basato sul sistema monetario. Non bisogna farsi ingannare: il più grande distruttore dell'ecologia, la maggiore sorgente di spreco, consumo e inquinamento, il più grande fomentatore di violenza, guerra, crimine, povertà, abusi su animali e umanità. Il maggiore generatore di neurosi sociali e personali, disordini mentali, depressione, ansia. Per non dire, la più grande sorgente di paralisi sociale che ci impedisce di muoverci verso nuove metodologie per la salute personale, la sostenibilità globale è il progresso su questo pianeta; non è qualche governo corrotto o qualche legge, non è qualche disonesta Corporation o cartello bancari, non è qualche imperfezione della natura umana e non è qualche cabala segreta che controlla il mondo: è in realtà il sistema socioeconomico stesso nei suoi principi di base.

### Parte III: Progetto Terra
Un'economia basata sulle risorse applica il metodo scientifico per l'interesse sociale e questo non è limitato solamente all'efficienza tecnica, ma considera anche il benessere della società dell'individuo e delle sue implicazioni. Questo è un buon sistema sociale se, alla fine produce felicità e coesistenza pacifica; è quindi importante sottolineare che con la rimozione del sistema monetario e le necessità primarie garantite vedremo immediatamente una riduzione globale del crimine di circa il 95% perché non ci sarebbe niente di cui appropriarsi, rubare o per cui truffare e via dicendo. Il 95% delle persone oggi si trovano in prigione a causa di qualche crimine legato ai soldi o all'abuso di droga e l'abuso di droga è un disordine, non un crimine.

### Parte IV: L'ascesa
Per la prima volta nella storia umana è ora di far fronte al depauperamento di una risorsa di base centrale per il nostro attuale sistema di sopravvivenza: il petrolio. E la battuta finale di tutta il discorso è che anche con il petrolio è sempre più scarso. Il sistema economico continua a spingere alla cieca il suo livello di crescita tumorale, così la gente può uscire e comprare sempre più auto alimentate a petrolio per generare il PIL e i posti di lavoro, esasperando il declino. Naturalmente ci sono soluzioni per sostituire tale edificio dell'economia degli idrocarburi, ma il percorso necessario per realizzare questi cambiamenti non si manifesta attraverso i protocolli richiesti dal sistema di mercato poiché nuove soluzioni possono essere attuate solo mediante il meccanismo del profitto. Le persone non investono nelle energie rinnovabili perché non c'è profitto sia nel lungo che nel breve periodo, e l'impegno necessario per la loro realizzazione può soltanto avvenire con una severa perdita finanziaria. Dunque non c'è un incentivo economico e in questo sistema e se non c'è incentivo economico, le cose non accadono. E in tutto ciò, il picco del petrolio è soltanto una delle tante conseguenze superficiali del deragliamento socioambientale che sta guadagnando velocità oggi.
Altri declini includono acqua dolce - la vera struttura della nostra esistenza - la quale mostra attualmente carenze per 2,8 miliardi di persone e tali carenze sono la strada per raggiungere 4 miliardi entro il 2030. Per quanto riguarda la produzione di cibo, la distruzione di terre coltivabili - dalle quali viene il 99,7% di tutto il nutrimento umano - avviene fino a 40 volte più velocemente di quanto viene rinnovato e, negli ultimi 40 anni, il 30% delle terre coltivabili è diventato improduttivo. Senza citare che gli idrocarburi sono la spina dorsale dell'agricoltura e oggi è in declino: così sarà per l'offerta di cibo. Riguardo alle risorse in generale con i nostri attuali modelli di consumo, entro il 2030 avremo bisogno di due pianeti per continuare con i nostri ritmi. Senza parlare della continua distruzione della biodiversità che è di supporto alla vita che causa estinzioni di massa e destabilizzazioni ambientali su tutto il globo.
E con tutti questi declini abbiamo una crescita quasi esponenziale della popolazione per la quale entro il 2030 ci potrebbe essere più di 8 miliardi di persone su questo pianeta: soltanto la produzione di energia avrebbe bisogno di aumentare del 44% entro il 2030 per incontrare tale domanda. E ancora, siccome il denaro è l'unico iniziatore delle azioni, dovremo aspettarci che ogni nazione sul pianeta sarà capace di permettersi gli imponenti cambiamenti necessari per rivoluzionare l'agricoltura, il trattamento dell'acqua, la produzione di energia e via dicendo quando lo schema piramidale del debito globale sta lentamente spegnendo il mondo intero?. Per non parlare del fatto che la disoccupazione che si vede al momento diventerà normalità a causa della natura della disoccupazione tecnologica: i posti di lavoro non torneranno. E, infine, una prospettiva sociale generale: dal 1970 al 2010 la povertà su questo pianeta è raddoppiata a causa di questo sistema e, considerando la situazione attuale, non si può onestamente pensare che vedremo qualcosa che non sia un ulteriore raddoppio, da cui deriverebbero ulteriore sofferenza e ulteriore fame di massa.

## Intervistati
Dr. Robert Sapolsky, Dr. Gabor Maté, Richard Wilkinson, Dr. James Gilligan, Dr. John McMurtry, Michael Ruppert, Max Keiser, Dr. Behrokh Khoshnevis, Dr. Adrian Bowyer, Jacque Fresco, Roxanne Meadows, Dr. Colin J. Campbell e Jeremy J. Gilbert.

## Riconoscimenti
Il film ha ricevuto i seguenti premi e riconoscimenti
- Los Angeles Art Film Festival 2011
  - Miglior documentario a “Zeitgeist: Moving Forward” di Peter Joseph
  - Migliore regia a Peter Joseph
  - Migliore fotografia a Peter Joseph